# Красноярское сельское поселение (Ульяновская область)
Красноя́рское се́льское поселе́ние — муниципальное образование в составе Чердаклинского района Ульяновской области. Административный центр — посёлок Колхозный. На территории поселения находятся 2 населённых пункта — 1 посёлок и 1 село. Главой поселения является Хайретдинов Назым Мунипович. Образовано в связи с принятием 24 июля 2004 года закона Ульяновской области «О муниципальных образованиях Ульяновской области».

## Населённые пункты
| № | Населённый пункт | Тип населённого пункта          | Население |
| - | ---------------- | ------------------------------- | --------- |
| 1 | Колхозный        | посёлок, административный центр | 1673      |
| 2 | Красный Яр       | село                            | ↘987      |

## Население
| 2010  | 2012  | 2013  | 2014  | 2015  | 2016  | 2017  |
| ----- | ----- | ----- | ----- | ----- | ----- | ----- |
| 2660  | ↗2686 | ↗2734 | ↗2781 | ↗2807 | ↘2776 | ↘2747 |
| 2018  | 2019  | 2020  | 2021  |       |       |       |
| ↘2744 | ↘2709 | ↘2693 | ↘2554 |       |       |       |